# Hünxer Bachtal
Koordinaten: 51° 37′ 48″ N, 6° 47′ 18″ O
Das Naturschutzgebiet Hünxer Bachtal liegt auf dem Gebiet der Gemeinde Hünxe im Kreis Wesel in Nordrhein-Westfalen. Das Gebiet erstreckt sich südöstlich des Kernortes Hünxe. Am südlichen Rand des Gebietes, das vom Hünxer Bach durchflossen wird, verläuft die Landesstraße L 397 und westlich die L 1 und die A 3. Nördlich fließt der Wesel-Datteln-Kanal. Im nördlichen Bereich des Naturschutzgebiets liegt die Burg Berge (Hünxe), eine abgegangene Turmhügelburg (Motte), östlich erstreckt sich das etwa 22,35 ha große Naturschutzgebiet Bachtäler südöstlich Hünxe.

## Bedeutung
Das etwa 48,6 ha große Gebiet wurde im Jahr 1938 unter der Schlüsselnummer WES-010 unter Naturschutz gestellt. Schutzziele sind 
- der Erhalt und die Optimierung einer artenreichen Feuchtwiesenbrache,
- die Erhaltung des naturraumtypischen, naturnahen Bach-Wald-Biotopkomplexes
- der Erhalt und die Förderung des regional bedeutsamen Rispenseggen-Rieds mit umgebendem Feuchtgrünland,
- der Erhalt und Optimierung eines Heidemoores sowie
- die Umwandlung in bodenständigen Gehölzbestand (Kiefer-Roteichen-Bestände).[3]